# Campeonato Paranaense de Futebol de 1992
O Campeonato Paranaense de Futebol de 1992  foi a 78° edição do campeonato estadual do Paraná, teve a presença de vinte equipes uma redução de quatro em relação ao campeonato anterior foi organizada pela Federação Paranaense de Futebol. O campeonato teve uma final "caipira" decidida em três partidas, pela primeira vez os rivais União Bandeirante Futebol Clube, encarou o Londrina Esporte Clube, o time do norte velho acabou perdendo a decisão em três partidas, o grande nome da decisão foi o zagueiro João Neves, que fez o gol da vitória do tubarão. Com este resultando o União ficou mais uma vez com o vice-campeonato pela quinta oportunidade, o time alviceleste da segunda maior cidade do estado, conquistou pela terceira vez o campeonato. Saulo, que fez história no Paraná Clube, foi o goleador do certame com quatorze gols.
A média de público deste campeonato ficou em 2.279 pagantes.

## Participantes
| Equipe                             | Cidade                   | Região                            | No ano anterior                                                              | Estádio                                   | Capacidade | Títulos             | Participações |
| ---------------------------------- | ------------------------ | --------------------------------- | ---------------------------------------------------------------------------- | ----------------------------------------- | ---------- | ------------------- | ------------- |
| Coritiba Foot Ball Club            | Curitiba                 | Região Metropolitana de Curitiba  | Sexto Lugar                                                                  | Estádio Major Antônio Couto Pereira       | 38.000     | 29 (último em 1989) | 69            |
| Clube Atlético Paranaense          | Curitiba                 | Região Metropolitana de Curitiba  | Vice Campeão                                                                 | Estádio Joaquim Américo                   | --         | 16 (último em 1990) | 59            |
| Londrina Esporte Clube             | Londrina                 | Microrregião de Londrina          | Quarto Lugar                                                                 | Estádio do Café                           | 36.000     | 2 (1962, 1981 )     | 22            |
| Grêmio de Esportes Maringá         | Maringá                  | Microrregião de Maringá           | Sexto Lugar                                                                  | Estádio Willie Davids                     | 21.600     | 3 (1963,1964,1977)  | 30            |
| Sociedade Esportiva Matsubara      | Cambará                  | Microrregião de Jacarezinho       | Quinto Lugar                                                                 | Estádio Gustavo Nunes Diniz               | --         | 0 (não possui)      | 16            |
| Cascavel Esporte Clube             | Cascavel                 | Microrregião de Cascavel          | Décimo Lugar                                                                 | Estádio Olímpico Regional Arnaldo Busatto | 28.125     | 1 (1980)            | 13            |
| Apucarana Atlético Clube           | Apucarana                | Microrregião de Apucarana         | Décimo Lugar                                                                 | Estádio Bom Jesus da Lapa                 | 11.000     | 0 (não possui)      | 11            |
| Sociedade Esportiva Platinense     | Santo Antônio da Platina | Microrregião de Jacarezinho       | Vigésimo Segundo Lugar                                                       | Estádio José Eleutério da Silva           | --         | 0 (não possui)      | 8             |
| Pato Branco Esporte Clube          | Pato Branco              | Microrregião de Pato Branco       | Acesso pelo Campeonato Paranaense de Futebol de 1992 - Divisão Intermediária | Estádio Os Pioneiros                      | 1.500      | 0 (não possui)      | 11            |
| Associação Atlética Iguaçu         | União da Vitória         | Microrregião de União da Vitória  | Acesso pelo Campeonato Paranaense de Futebol de 1992 - Divisão Intermediária | Estádio Municipal Antiocho Pereira        | 12.000     | 0 (não possui)      | 14            |
| União Bandeirante Futebol Clube    | Bandeirantes             | Microrregião de Cornélio Procópio | Campeão Campeonato Paranaense de Futebol de 1992 - Divisão Intermediária     | Estádio Comendador Luís Meneghel          | 10.000     | 0 (não possui)      | 26            |
| Toledo Futebol Clube               | Toledo                   | Microrregião de Toledo            | Décimo Segundo Lugar                                                         | Estádio 14 de Dezembro                    | 15.280     | 0 (não possui)      | 11            |
| Foz do Iguaçu Esporte Clube        | Foz do Iguaçu            | Microrregião de Foz do Iguaçu     | Oitavo Lugar                                                                 | Estádio do ABC                            | 12.565     | 0 (não possui)      | 4             |
| Operário Ferroviário Esporte Clube | Ponta Grossa             | Microrregião de Ponta Grossa      | Terceiro Lugar                                                               | Estádio Germano Krüger                    | 8.620      | 0 (não possui)      | 38            |
| Umuarama Futebol Clube             | Umuarama                 | Microrregião de Umuarama          | Acesso pelo Campeonato Paranaense de Futebol de 1992 - Divisão Intermediária | Estádio Municipal Lúcio Pipino            | 3.000      | 0 (não possui)      | 13            |
| Paraná Clube                       | Curitiba                 | Região Metropolitana de Curitiba  | Campeão                                                                      | Estádio Durival Britto e Silva            | 17.000     | 1 (1991)            | 3             |
| Sport Club Campo Mourão            | Campo Mourão             | Microrregião de Campo Mourão      | Décimo Primeiro Lugar                                                        | Estádio Municipal Roberto Brzezinski      | 15.280     | 0 (não possui)      | 3             |
| Associação Atlética Batel          | Guarapuava               | Microrregião de Guarapuava        | Acesso pelo Campeonato Paranaense de Futebol de 1992 - Divisão Intermediária | Estádio Waldomiro Gelinski                | 7.000      | 0 (não possui)      | 3             |
| Grêmio Goioerê                     | Goioerê                  | Microrregião de Goioerê           | Acesso pelo Campeonato Paranaense de Futebol de 1992 - Divisão Intermediária | --                                        | --         | 0 (não possui)      | 2             |
| Comercial                          | Cornélio Procópio        | Microrregião de Cornélio Procópio | Não Participou                                                               | Estádio Municipal Ubirajara Medeiros      | --         | 1 (1961)            | 8             |

## Classificação final
| Classificação Final 1992     |
| ---------------------------- |
| 1º Lugar – Londrina          |
| 2º Lugar – União Bandeirante |
| 3º Lugar – Paraná Clube      |
| 4º Lugar – Atlético          |
| 5º Lugar – Coritiba          |
| 6º Lugar – Operário          |
| 7º Lugar – Matsubara         |
| 8º Lugar – Cascavel          |
| 9º Lugar – Grêmio Maringá    |
| 10º Lugar – Apucarana        |
| 11º Lugar – Iguaçu           |
| 12º Lugar – Umuarama         |
| 13º Lugar – Platinense       |
| 14º Lugar – Toledo           |
| 15º Lugar – Grêmio Goioerê   |
| 16º Lugar – Campo Mourão     |
| 17º Lugar – Batel            |
| 18º Lugar – Foz              |
| 19º Lugar – Pato Branco      |
| 20º Lugar – Comercial        |

Copa do Brasil
- Londrina e União Bandeirante se classificaram para a Copa do Brasil de Futebol de 1993.

## Torneio extra para rebaixamento
Início: 18 de outubro de 1992
Término: 29 de novembro de 1992
Participantes
Foz, Pato Branco, Comercial, Batel.

## Classificação do torneio extra
| Classificação Torneio Extra |
| --------------------------- |
| 1º Lugar – Foz;             |
| 2º Lugar – Batel;           |
| 3º Lugar – Pato Branco 1    |
| 4º Lugar – Comercial 1      |

1(rebaixado para a Divisão Intermediária de 1993).

## Campeão
| Campeão Paranaense de 1992       |
| -------------------------------- |
| Londrina Esporte Clube 3° Título |